# The Game Awards 2022
The Game Awards 2022 si sono svolti a Los Angeles presso il Microsoft Theater l'8 dicembre 2022. L'evento è stato trasmesso in streaming da oltre 40 piattaforme digitali. Geoff Keighley, creatore e produttore dei The Game Awards ha presentato la cerimonia.
Con undici candidature, God of War Ragnarök è stato il gioco con il maggior numero di nomination.

## Candidati e vincitori
Le candidature sono state annunciate il 14 novembre 2022. Qualsiasi gioco pubblicato entro il 18 novembre 2022 era idoneo per essere preso in considerazione.

### Videogiochi
| Videogioco dell'anno | Miglior direzione videoludica |
| --- | --- |
| - Elden Ring – FromSoftware / Bandai Namco Entertainment - A Plague Tale: Requiem – Asobo Studio / Focus Entertainment - God of War Ragnarök – Santa Monica Studio / Sony Interactive Entertainment - Horizon Forbidden West – Guerrilla Games / Sony Interactive Entertainment - Stray – BlueTwelve Studio / Annapurna Interactive - Xenoblade Chronicles 3 – Monolith Soft / Nintendo                                                                                   | - Elden Ring – FromSoftware / Bandai Namco Entertainment - God of War Ragnarök – Santa Monica Studio / Sony Interactive Entertainment - Horizon Forbidden West – Guerrilla Games / Sony Interactive Entertainment - Immortality – Sam Barlow / Half Mermaid Productions - Stray – BlueTwelve Studio / Annapurna Interactive                               |
| Miglior narrativa | Miglior direzione artistica |
| - God of War Ragnarök – Santa Monica Studio / Sony Interactive Entertainment - A Plague Tale: Requiem – Asobo Studio / Focus Entertainment - Elden Ring – FromSoftware / Bandai Namco Entertainment - Horizon Forbidden West – Guerrilla Games / Sony Interactive Entertainment - Immortality – Sam Barlow / Half Mermaid Productions | - Elden Ring – FromSoftware / Bandai Namco Entertainment - God of War Ragnarök – Santa Monica Studio / Sony Interactive Entertainment - Horizon Forbidden West – Guerrilla Games / Sony Interactive Entertainment - Scorn – Ebb Software / Kepler Interactive - Stray – BlueTwelve Studio / Annapurna Interactive                                         |
| Miglior colonna sonora | Miglior montaggio sonoro |
| - God of War Ragnarök – Bear McCreary - A Plague Tale: Requiem – Olivier Deriviere - Elden Ring – Tsukasa Saitoh - Metal: Hellsinger – Two Feathers - Xenoblade Chronicles 3 – Yasunori Mitsuda | - God of War Ragnarök – Santa Monica Studio / Sony Interactive Entertainment - Call of Duty: Modern Warfare II – Infinity Ward / Activision - Elden Ring – FromSoftware / Bandai Namco Entertainment - Gran Turismo 7 – Polyphony Digital / Sony Interactive Entertainment - Horizon Forbidden West – Guerrilla Games / Sony Interactive Entertainment    |
| Miglior interpretazione | Games for Impact |
| - Christopher Judge as Kratos – God of War Ragnarök - Ashly Burch as Aloy – Horizon Forbidden West - Manon Gage as Marissa Marcel – Immortality - Charlotte McBurney as Amicia de Rune – A Plague Tale: Requiem - Sunny Suljic as Atreus – God of War Ragnarök | - As Dusk Falls – Interior Night / Xbox Game Studios - A Memoir Blue – Cloisters Interactive / Annapurna Interactive - Citizen Sleeper – Jump Over the Age / Fellow Traveller - Endling: Extinction is Forever – Herobeat Studios / HandyGames - Hindsight – Joel McDonald / Annapurna Interactive - I Was a Teenage Exocolonist – Northway Games / Finji |
| Best Ongoing Game | Miglior videogioco indipendente |
| - Final Fantasy XIV – Square Enix - Apex Legends – Respawn Entertainment / Electronic Arts - Destiny 2: The Witch Queen – Bungie - Fortnite – Epic Games - Genshin Impact – miHoYo | - Stray – BlueTwelve Studio / Annapurna Interactive - Cult of the Lamb – Massive Monster / Devolver Digital - Neon White – Angel Matrix / Annapurna Interactive - Sifu – Sloclap - Tunic – Andrew Shouldice / Finji |
| Miglior videogioco mobile | Miglior community |
| - Marvel Snap – Second Dinner / Nuverse - Apex Legends Mobile – Respawn Entertainment / Electronic Arts - Diablo Immortal – NetEase / Blizzard Entertainment - Genshin Impact – miHoYo - Tower of Fantasy – Hotta Studio / Level Infinite | - Final Fantasy XIV – Square Enix - Apex Legends – Respawn Entertainment / Electronic Arts - Destiny 2: The Witch Queen – Bungie - Fortnite – Epic Games - No Man's Sky – Hello Games |
| Miglior videogioco VR/AR | Innovation in Accessibility |
| - Moss: Book II – Polyarc - After the Fall – Vertigo Games - Among Us VR – Innersloth - Bonelab – Stress Level Zero - Red Matter 2 – Vertical Robot | - God of War Ragnarök – Santa Monica Studio / Sony Interactive Entertainment - As Dusk Falls – Interior Night / Xbox Game Studios - Return to Monkey Island – Terrible Toybox, Lucasfilm Games / Devolver Digital - The Last of Us Parte I – Naughty Dog / Sony Interactive Entertainment - The Quarry – Supermassive Games / 2K                          |
| Miglior videogioco d'azione | Miglior videogioco d'avventura/azione |
| - Bayonetta 3 – PlatinumGames / Nintendo - Call of Duty: Modern Warfare II – Infinity Ward / Activision - Neon White – Angel Matrix / Annapurna Interactive - Sifu – Sloclap - Teenage Mutant Ninja Turtles: Shredder's Revenge – Tribute Games / Dotemu | - God of War Ragnarök – Santa Monica Studio / Sony Interactive Entertainment - A Plague Tale: Requiem – Asobo Studio / Focus Entertainment - Horizon Forbidden West – Guerrilla Games / Sony Interactive Entertainment - Stray – BlueTwelve Studio / Annapurna Interactive - Tunic – Andrew Shouldice / Finji                                             |
| Miglior videogioco di ruolo | Miglior videogioco picchiaduro |
| - Elden Ring – FromSoftware / Bandai Namco Entertainment - Live A Live – Square Enix / Nintendo - Leggende Pokémon: Arceus – Game Freak / The Pokémon Company, Nintendo - Triangle Strategy – Artdink / Square Enix - Xenoblade Chronicles 3 – Monolith Soft / Nintendo | - MultiVersus – Player First Games / Warner Bros. Interactive Entertainment - DNF Duel – Arc System Works, Eighting, Neople / Nexon - JoJo's Bizarre Adventure: All Star Battle R – CyberConnect2 / Bandai Namco Entertainment - The King of Fighters XV – SNK - Sifu – Sloclap                                                                           |
| Miglior videogioco per famiglie | Miglior videogioco sportivo/simulatore di guida |
| - Kirby e la terra perduta – HAL Laboratory / Nintendo - Lego Star Wars: The Skywalker Saga – Traveller's Tales / Warner Bros. Interactive Entertainment - Mario + Rabbids Sparks of Hope – Ubisoft Milan, Ubisoft Paris / Ubisoft - Nintendo Switch Sports – Nintendo EPD / Nintendo - Splatoon 3 – Nintendo EPD / Nintendo | - Gran Turismo 7 – Polyphony Digital / Sony Interactive Entertainment - F1 22 – Codemasters / EA Sports - FIFA 23 – EA Vancouver, EA Romania / EA Sports - NBA 2K23 – Visual Concepts / 2K Sports - OlliOlli World – Roll7 / Private Division |
| Miglior videogioco strategico | Miglior videogioco multigiocatore |
| - Mario + Rabbids Sparks of Hope – Ubisoft Milan, Ubisoft Paris / Ubisoft - Dune: Spice Wars – Shiro Games / Funcom - Total War: Warhammer III – Creative Assembly / Sega - Two Point Campus – Two Point Studios / Sega - Victoria 3 – Paradox Development Studio / Paradox Interactive | - Splatoon 3 – Nintendo EPD / Nintendo - Call of Duty: Modern Warfare II – Infinity Ward / Activision - MultiVersus – Player First Games / Warner Bros. Interactive Entertainment - Overwatch 2 – Blizzard Entertainment - Teenage Mutant Ninja Turtles: Shredder's Revenge – Tribute Games / Dotemu                                                      |
| Miglior videogioco indie al debutto | Videogioco più atteso |
| - Stray – BlueTwelve Studio / Annapurna Interactive - Neon White – Angel Matrix / Annapurna Interactive - Norco – Geography of Robots / Raw Fury - Tunic – Andrew Shouldice / Finji - Vampire Survivors – Luca Galante | - The Legend of Zelda: Tears of the Kingdom – Nintendo EPD / Nintendo - Final Fantasy XVI – Square Enix Creative Business Unit III / Square Enix - Hogwarts Legacy – Avalanche Software / Warner Bros. Interactive Entertainment - Resident Evil 4 – Capcom - Starfield – Bethesda Game Studios / Bethesda Softworks                                      |
| Miglior adattamento | Player's Voice |
| - Arcane (serie animata) – Fortiche, Riot Games / Netflix; Template:SmallTemplate:Double-dagger - Cyberpunk: Edgerunners (anime) – Studio Trigger, CD Projekt / Netflix; Template:Small - The Cuphead Show! (serie animata) – Studio MDHR, King Features Syndicate / Netflix; Template:Small - Sonic the Hedgehog 2 (film) – Sega Sammy Group / Paramount Pictures; Template:Small - Uncharted (film) – PlayStation Productions / Sony Pictures Releasing; Template:Small | - Genshin Impact – miHoYoTemplate:Double-dagger - Elden Ring – FromSoftware / Bandai Namco Entertainment - God of War Ragnarök – Santa Monica Studio / Sony Interactive Entertainment - Sonic Frontiers – Sonic Team / Sega - Stray – BlueTwelve Studio / Annapurna Interactive                                                                           |

### eSports/altri
| Miglior videogioco di esport | Miglior giocatore di esport |
| --- | --- |
| - Valorant – Riot Games - Counter-Strike: Global Offensive – Valve - Dota 2 – Valve - League of Legends – Riot Games - Rocket League – Psyonix                                                                             | - Jaccob "yay" Whiteaker (OpTic Gaming, ValorantTemplate:--) - Jeong "Chovy" Ji-hoon (Gen.G, League of LegendsTemplate:--) - Lee "Faker" Sang-hyeok (T1, League of LegendsTemplate:--) - Finn "karrigan" Andersen (FaZe Clan, Counter-Strike: Global OffensiveTemplate:--) - Oleksandr "s1mple" Kostyliev (Natus Vincere, Counter-Strike: Global OffensiveTemplate:--)                    |
| Miglior squadra di esport | Miglior allenatore di esport |
| - LOUD (ValorantTemplate:--) - DarkZero Esports (Apex LegendsTemplate:--) - FaZe Clan (Counter-Strike: Global OffensiveTemplate:--) - Gen.G (League of LegendsTemplate:--) - Los Angeles Thieves (Call of DutyTemplate:--) | - Matheus "bzkA" Tarasconi (LOUD, ValorantTemplate:--)Template:Double-dagger - Andrii "B1ad3" Horodenskyi (Natus Vincere, Counter-Strike: Global OffensiveTemplate:--) - Erik "d00mbr0s" Sandgren (FunPlus Phoenix, ValorantTemplate:--) - Robert "RobbaN" Dahlström (FaZe Clan, Counter-Strike: Global OffensiveTemplate:--) - Go "Score" Dong-bin (Gen.G, League of LegendsTemplate:--) |
| Miglior evento di esport | Miglior creatore di contenuti dell'anno |
| - 2022 League of Legends World Championship - Evo 2022 - PGL Major Antwerp 2022 - 2022 Mid-Season Invitational - 2022 Valorant Champions                                                                                   | - Ludwig Ahgren - Karl Jacobs - Nibellion - Nobru - QTCinderella |

## Videogiochi con più candidature e premi
| Candidature | Videogioco                                       |
| ----------- | ------------------------------------------------ |
| 11          | God of War Ragnarök                              |
| 8           | Elden Ring                                       |
| 7           | Horizon Forbidden West                           |
| 7           | Stray                                            |
| 5           | A Plague Tale: Requiem                           |
| 3           | Apex Legends                                     |
| 3           | Call of Duty: Modern Warfare II                  |
| 3           | Genshin Impact                                   |
| 3           | Immortality                                      |
| 3           | Neon White                                       |
| 3           | Sifu                                             |
| 3           | Tunic                                            |
| 3           | Xenoblade Chronicles 3                           |
| 2           | As Dusk Falls                                    |
| 2           | Destiny 2: The Witch Queen                       |
| 2           | Final Fantasy XIV                                |
| 2           | Fortnite                                         |
| 2           | Gran Turismo 7                                   |
| 2           | Mario + Rabbids Sparks of Hope                   |
| 2           | MultiVersus                                      |
| 2           | Splatoon 3                                       |
| 2           | Teenage Mutant Ninja Turtles: Shredder's Revenge |

| Premi | Videogioco          |
| ----- | ------------------- |
| 6     | God of War Ragnarök |
| 4     | Elden Ring          |
| 2     | Final Fantasy XIV   |
| 2     | Stray               |